# Portrait
Portrait är ett heavy metal-band från Kristianstad. Bandet släppte sin första demo år 2006 och har sedan dess släppt flera album.
Portrait spelade första gången på Sweden Rock Festival 2007 och har även återigen spelat där. De har även turnerat internationellt.

## Medlemmar
Nuvarande medlemmar
- Anders Persson – trummor (2005– )
- Christian Lindell – gitarr (2005– )
- Per Lengstedt – sång (2008– )
- Fredrik Petersson – basgitarr (2017– )
- Robin Holmberg – gitarr (2017– )

Tidigare medlemmar
- David Stranderud – basgitarr, gitarr (2006–2009)
- Erik Jansson – basgitarr (2009–?)
- Richard Lagergren – gitarr, basgitarr (?–2012)
- Philip Svennefelt – sång (2006–2008)
- Joel Pälvärinne – basgitarr (2010–2011)
- David Olofsson – basgitarr (2011–2012), gitarr (2012–2017)
- Cab Castervall – basgitarr (2012–2016)

Livemedlemmar
- Niklas Svensson – sång (2011–2012)
- Patrick Dagland – trummor (2012)
- Johannes Eklund – trummor (2018)
- Rasmus Grahn – gitarr (2018)

## Diskografi
Demo
- 2006 – Welcome to My Funeral

Studioalbum
- 2008 – Portrait
- 2011 – Crimen Laesae Majestatis Divinae
- 2014 – Crossroads
- 2017 – Burn the World

EP
- 2014 – We Were Not Alone

Singlar
- 2007 – "Into the Nothingness"
- 2010 – "The Murder of All Things Righteous"

Annat
- 2007 – New Age of Iron Vol. 1 - Teutonic-Swedish Alliance (delad 12" vinyl: Metal Inquisitor / Delirium Tremens / Ram / Enforcer / Portrait / Atlantean Kodex)
- 2014 – Under Command (delad CD: RAM / Portrait)